# 互联互通
在电信领域，互联互通（interconnection）是运营商的网络与不在该网络中的设备或设施之间的物理链路。该术语可以是指在某个运营商的设施和属于它的客户的设备之间的一个连接（设备间互联），也可以是两个（或更多）运营商之间的连接（网间互联）。
在美国的法律中，互联互通被专门地定义为（47 C.F.R. 51.5）“两个或多个网络的链路，用于通信流量的双边交换”。
管理者在电信市场中引入竞争所使用的重要工具之一，就是强制要求处于支配地位的运营商实现互联互通的需求。

## 历史

### 美国
在贝尔系（Bell System）的垄断下（在1934年通信法案之后），贝尔系拥有电话，并且不允许互联互通，不论是独立的电话（或者其它终端设备），还是其它网络。一个流行的俗语叫做“贝尔妈妈通过打电话来占有你”（Ma Bell has you by the calls）。
在标志性案件 1956 年寂静电话诉合众国案（Hush-A-Phone v. United States [1956]）中，这一点开始改变。该案的结果是，非贝尔所拥有的设备被允许连接到该网络，并且此案之后发生了一系列其它案子，以及管理者的决策和立法，使得美国的长途电话行业从垄断变为了具有竞争性的业务。
此事在 1968 年 FCC 的卡特丰（Carterfone）决策中又被进一步更新，它要求贝尔系的公司允许与无线电电话（radio-telephone）运营商进行互联互通。
今天，在美国和世界上很多地方，用于设备互联电子连接器是“注册插座”（Rgistered Jack，简称：RJ）标准家族，尤其是RJ11（即固定电话座机上常见的2线水晶头）。它是在20世纪70年代由贝尔系遵照 FCC 在 1976 年的一个指令而引入的。自那以后，它在全世界流行起来，并且是一个事实国际标准。

### 欧洲
在美国之外，互联互通，或“互联互通制度”（Interconnect regimes）同时还考虑商业上的分配。一个使用商业分配的例子是，欧盟的专注点已经在“鼓励”市场既得占有者提供网络特性的销售包，使得竞争者可以提供服务来直接与市场既得占有者进行竞争。进一步地，管理者所决定的互联互通制度，对于市场分段的发展和增长比率存在很大的影响。根据 Source8（一家常驻在欧盟的咨询公司），有两个来自英国的例子：
- 被迫于在本地比率数量上的收入分配的决策，是拨号互联网的爆发式增长的一个重要贡献因素。
- 存在于固定和移动终端比率的异步相互作用

### 美国法规
- Category:合众国联邦通信法律（United States federal communications legislation）
- 1934年通信法案（Communications Act of 1934）
- 寂静电话诉合众国案 （Hush-A-Phone v. United States，1956 年）
- 卡特丰（Carterfone，1968 年）
- 1996年电信法案（Telecommunications Act of 1996）